# Алмонайтис, Антанас
Антанас Алмонайтис (лит. Antanas Almonaitis) (11 марта 1946) — литовский шашист и шашечный композитор. Чемпион (1981, 1989, 1994) и призёр (1984, 1985, 1996, 2002) чемпионатов Литвы по шашечной композиции (в жанре задача). Национальный кандидат в мастера спорта. Проживает в г.Вилкавишкис.
Игрок клуба «Suduva» (г. Мариямполе). Участник 9 чемпионатов Литвы по шашечной композиции (1981, 1984, 1985, 1989, 1990, 1994, 1995, 1996, 2002).
В 1981-м году стал в числе первых пяти чемпионов Литвы по шашечной композиции.

## Чемпионаты Литвы
1 место: 1981 (раздел задачи-64), 1989 (раздел задачи-64), 1994 (раздел задачи-100),
2 место:1984 (раздел задачи-64), 1985 (раздел задачи-100), 1996 (раздел задачи-100), 2002 (раздел задачи-100).